# The Essential Johnny Cash (2002)
| Оценки критиков | Оценки критиков |
| Источник        | Оценка          |
| --------------- | --------------- |
| AllMusic        | [ 1 ]           |
| Tom Hull        | A               |

The Essential Johnny Cash — альбом-сборник американского кантри-певца Джонни Кэша, изданный в феврале 2002 года лейблами Legacy Recordings и Columbia Records. Это сборник Джонни Кэша на двух компакт-дисках, выпущенный в рамках серии Essential компании Sony BMG. Она была составлена в честь 70-летия Кэша. Его не следует путать с одноимённым бокс-сетом из трёх компакт-дисков, выпущенным Columbia Records в 1992 году.
Двойной альбом сосредоточен в основном на первых 15 годах работы Кэша с Sun Records и Columbia, содержит только восемь записей после 1970 года и не содержит записей из работы Кэша с Риком Рубином для American Recordings: последний хит-сингл Кэша, кавер-версия песни Nine Inch Nails «Hurt», был выпущен десять месяцев спустя. Альбом был сертифицирован как золотой и платиновый 5 февраля 2005 года, а 3 марта 2016 года был сертифицирован RIAA как 3× платиновый за продажи в 1 500 000 копий. По состоянию на октябрь 2019 года он был продан в США в количестве 1 845 400 копий.

## История
Этот двойной диск, выпущенный в честь 70-летия Кэша, представляет собой хороший обзор основных моментов карьеры 1955—1993 годов (и отличается от аналогично озаглавленного трёхдискового The Essential Johnny Cash 1955—1983). До этого очередного переиздания вышло множество сборников величайших хитов, содержащих часть или большую часть этого материала. Здесь собраны все его самые громкие хиты, и в основном это записи первых 15 лет, причём только восемь из 36 треков датируются 1970 годом (и только один из них, его совместная работа с U2 1993 года «The Wanderer», датируется 1986 годом).

## Отзывы
Альбом получил положительные отзывы музыкальной критики и интернет-изданий.
Ричи Унтербергер из AllMusic отметил, что «…некоторые могут сетовать на то, что в сборнике не уделено должного внимания некоторым этапам его карьеры, и, конечно, он сделан неравномерно. Но давайте отнесёмся к этому холодно: Лучшие записи Кэша были записаны в период с 1955 по 1970 год, и сосредоточение внимания на ранних работах, как это делает данная компиляция, означает более высокое общее качество. Жаль, что в сборник не вошло ничего из его знаменитого, не приукрашенного альбома 1994 года American Recordings, но в остальном это вполне удовлетворительный бест-оф для тех, кто хочет услышать как знакомые хиты, так и несколько хороших, не слишком переигранных, например, его версии „It Ain’t Me Babe“, „Jackson“ и „If I Were a Carpenter“».

## Список композиций
| №   | Название                                                             | Автор(ы)                          | Длительность |
| --- | -------------------------------------------------------------------- | --------------------------------- | ------------ |
| 1.  | «Hey Porter»                                                         | Johnny Cash                       | 2:13         |
| 2.  | «Cry! Cry! Cry!»                                                     | Johnny Cash                       | 2:23         |
| 3.  | «I Walk the Line»                                                    | Johnny Cash                       | 2:43         |
| 4.  | «Get Rhythm»                                                         | Johnny Cash                       | 2:13         |
| 5.  | «There You Go»                                                       | Johnny Cash                       | 2:17         |
| 6.  | «Ballad of a Teenage Queen»                                          | Jack Clement                      | 2:11         |
| 7.  | «Big River»                                                          | Johnny Cash                       | 2:31         |
| 8.  | «Guess Things Happen That Way»                                       | Jack Clement                      | 1:49         |
| 9.  | «All Over Again»                                                     | Johnny Cash                       | 2:12         |
| 10. | «Don't Take Your Guns to Town»                                       | Johnny Cash                       | 3:02         |
| 11. | «Five Feet High and Rising»                                          | Johnny Cash                       | 1:46         |
| 12. | «The Rebel – Johnny Yuma»                                            | Richard Markowitz / Andrew Fenady | 1:52         |
| 13. | «Tennessee Flat Top Box»                                             | Johnny Cash                       | 2:58         |
| 14. | «I Still Miss Someone»                                               | Johnny Cash/Roy Cash Jr.          | 2:34         |
| 15. | «Ring of Fire»                                                       | June Carter/Merle Kilgore         | 2:35         |
| 16. | «The Ballad of Ira Hayes»                                            | Peter LaFarge                     | 4:07         |
| 17. | «Orange Blossom Special»                                             | E.T. Rouse                        | 3:06         |
| 18. | «Were You There (When They Crucified My Lord)» (с The Carter Family) | народная, аранжировка Джонни Кэша | 3:51         |

| №   | Название                                                                                | Автор(ы)                                         | Длительность |
| --- | --------------------------------------------------------------------------------------- | ------------------------------------------------ | ------------ |
| 1.  | «It Ain't Me, Babe» (с June Carter Cash)                                                | Bob Dylan                                        | 3:03         |
| 2.  | «The One on the Right Is on the Left»                                                   | Jack Clement                                     | 2:47         |
| 3.  | «Jackson» (с June Carter Cash)                                                          | Jerry Leiber [as Gaby Rodgers]/Billy Edd Wheeler | 2:44         |
| 4.  | «Folsom Prison Blues» (Live)                                                            | Johnny Cash                                      | 2:44         |
| 5.  | «Daddy Sang Bass»                                                                       | Carl Perkins                                     | 2:20         |
| 6.  | «Girl from the North Country» (с Bob Dylan; из альбома Дилана Nashville Skyline)        | Bob Dylan                                        | 3:42         |
| 7.  | «A Boy Named Sue» (Live)                                                                | Shel Silverstein                                 | 3:46         |
| 8.  | «If I Were a Carpenter» (с June Carter Cash)                                            | Tim Hardin                                       | 2:59         |
| 9.  | «Sunday Mornin' Comin' Down»                                                            | Kris Kristofferson                               | 4:09         |
| 10. | «Flesh and Blood»                                                                       | Johnny Cash                                      | 2:36         |
| 11. | «Man in Black»                                                                          | Johnny Cash                                      | 2:52         |
| 12. | «Ragged Old Flag»                                                                       | Johnny Cash                                      | 3:09         |
| 13. | «One Piece at a Time»                                                                   | Wayne Kemp                                       | 4:01         |
| 14. | «(Ghost) Riders in the Sky»                                                             | Stan Jones                                       | 3:44         |
| 15. | «Song of the Patriot» (с Marty Robbins)                                                 | Marty Robbins / Shirl Milete                     | 3:24         |
| 16. | «Highwayman» (с Willie Nelson, Waylon Jennings и Kris Kristofferson как The Highwaymen) | Jimmy Webb                                       | 3:03         |
| 17. | «The Night Hank Williams Came to Town» (с Waylon Jennings)                              | Bobby Braddock / Charlie Williams                | 3:24         |
| 18. | «The Wanderer» (U2 и Джонни Кэш; из альбома U2 Zooropa)                                 | Bono, The Edge, Larry Mullen Jr., Adam Clayton   | 4:43         |

| №  | Название                         | Автор(ы)      | Длительность |
| -- | -------------------------------- | ------------- | ------------ |
| 1. | «What Do I Care» (album version) | Johnny Cash   | 2:09         |
| 2. | «I Got Stripes»                  | Johnny Cash   | 2:05         |
| 3. | «Understand Your Man»            | Johnny Cash   | 2:44         |
| 4. | «What Is Truth»                  | Johnny Cash   | 2:39         |
| 5. | «Oney»                           | Jerry Chesnut | 3:06         |
| 6. | «Any Old Wind That Blows»        | D. Feller     | 2:47         |
| 7. | «A Thing Called Love»            | Jerry Hubbard | 2:34         |
| 8. | «Without Love»                   | Nick Lowe     | 2:29         |

## Виниловое переиздание 2015 года
Виниловое издание The Essential Johnny Cash было выпущено в 2015 году в виде двойного LP. На виниле трек-лист сокращён до 28 песен по сравнению с 36 на стандартном CD.
| №  | Название                       | Автор(ы)     | Длительность |
| -- | ------------------------------ | ------------ | ------------ |
| 1. | «Hey Porter»                   | Johnny Cash  | 2:14         |
| 2. | «Cry! Cry! Cry!»               | Johnny Cash  | 2:24         |
| 3. | «I Walk the Line»              | Johnny Cash  | 2:44         |
| 4. | «Get Rhythm»                   | Johnny Cash  | 2:14         |
| 5. | «There You Go»                 | Johnny Cash  | 2:17         |
| 6. | «Ballad of a Teenage Queen»    | Jack Clement | 2:11         |
| 7. | «Big River»                    | Johnny Cash  | 2:31         |
| 8. | «Guess Things Happen That Way» | Jack Clement | 1:50         |

| №  | Название                       | Автор(ы)                          | Длительность |
| -- | ------------------------------ | --------------------------------- | ------------ |
| 1. | «All Over Again»               | Johnny Cash                       |              |
| 2. | «Don't Take Your Guns to Town» | Johnny Cash                       |              |
| 3. | «Five Feet High and Rising»    | Johnny Cash                       |              |
| 4. | «The Rebel - Johnny Yuma»      | Richard Markowitz / Andrew Fenady |              |
| 5. | «Tennessee Flat Top Box»       | Johnny Cash                       |              |
| 6. | «I Still Miss Someone»         | Johnny Cash/Roy Cash Jr.          |              |
| 7. | «Ring of Fire»                 | June Carter/Merle Kilgore         |              |

| №  | Название                                   | Автор(ы)                                         | Длительность |
| -- | ------------------------------------------ | ------------------------------------------------ | ------------ |
| 1. | «The Ballad of Ira Hayes»                  | Peter LaFarge                                    |              |
| 2. | «Orange Blossom Special»                   | E.T. Rouse                                       |              |
| 3. | «It Ain't Me Babe» (with June Carter Cash) | Bob Dylan                                        |              |
| 4. | «The One on the Right is on the Left»      | Jack Clement                                     |              |
| 5. | «Jackson» (with June Carter Cash)          | Jerry Leiber [as Gaby Rodgers]/Billy Edd Wheeler |              |
| 6. | «Folsom Prison Blues» (Live)               | Johnny Cash                                      |              |

| №  | Название                                        | Автор(ы)           | Длительность |
| -- | ----------------------------------------------- | ------------------ | ------------ |
| 1. | «Daddy Sang Bass»                               | Carl Perkins       |              |
| 2. | «Girl From the North Country» (with Bob Dylan)  | Bob Dylan          |              |
| 3. | «A Boy Named Sue» (Live)                        | Shel Silverstein   |              |
| 4. | «If I Were a Carpenter» (with June Carter Cash) | Tim Hardin         |              |
| 5. | «Sunday Morning Coming Down»                    | Kris Kristofferson |              |
| 6. | «Man in Black»                                  | Johnny Cash        |              |
| 7. | «One Piece at a Time»                           | Wayne Kemp         |              |

## Чарты
| Чарт (2002—2013)                   | Высшая позиция |
| ---------------------------------- | -------------- |
| США (Billboard 200)                | 35             |
| США (Billboard Top Country Albums) | 16             |

| Чарт (2003)                        | Позиция |
| ---------------------------------- | ------- |
| США Top Country Albums (Billboard) | 64      |
| Чарт (2017)                        | Позиция |
| США Top Country Albums (Billboard) | 52      |
| Чарт (2018)                        | Позиция |
| США Top Country Albums (Billboard) | 81      |
| Чарт (2020)                        | Позиция |
| США Top Country Albums (Billboard) | 24      |
| Чарт (2021)                        | Позиция |
| США Top Country Albums (Billboard) | 38      |

## Сертификации
| Регион | Сертификация  | Продажи   |
| --- | ------------- | --------- |
| Австралия (ARIA) | 4× Платиновый | 280 000^  |
| Великобритания (BPI) | Золотой       | 100 000   |
| США (RIAA) | 3× Платиновый | 1,845,400 |
| ^ Данные о тиражах приведены только на основе сертификации. · Данные о продажах + прослушиваниях приведены только на основе сертификации. |               |           |